# Dialeto ítalo-paulista
O ítalo-paulista (intalobaolista ou intalobaoliste) é uma língua híbrida que desenvolveu-se no estado de São Paulo a partir do contato entre variantes dialetais das línguas vêneta e napolitana com o dialeto caipira. A principal documentação histórica desta língua foi produzida em poemas paródicos e crônicas de periódicos paulistanos.

## História
De acordo com o escritor modernista Antônio de Alcântara Machado, os colonos em São Paulo não utilizavam a língua italiana nem a língua portuguesa – a comunicação era feita a partir de uma mescla linguística de base italiana e portuguesa, sendo denominada pelo autor por ítalo-paulista. O escritor Monteiro Lobato empregou a denominação de paulistaliano.
A mixagem dos idiomas é um fenômeno linguístico e sociológico que ultrapassa o pitoresco. O italiano (em seus vários aspectos dialetais) prevaleceu na fusão, dando origem a um verdadeiro idioma que Monteiro Lobato chegou a batizar de “paulistaliano”.— Cecília Prada
A variação ítalo-paulista da Grande São Paulo é de origem napolitana, enquanto que a variação de outras localidades de São Paulo, a exemplo de Jundiaí, é de origem veneziana e muito semelhante ao talian, um dialeto ítalo-brasileiro de origem veneziana, falado no interior do Rio Grande do Sul.
Apesar de ser entendido por alguns como um dialeto, sua formação possui diferenças significativas quando comparada com a história de formação dos vários dialetos italianos e portugueses. Por surgir em um contexto de rápida integração, o desenvolvimento inicial da linguagem ítalo-paulista talvez não a caracteriza como dialeto, mas como pidgin – uma língua criada de forma espontânea sob o auxílio de duas ou mais línguas – que ao se desenvolver como nativa, acaba por evoluir e transformar-se numa língua crioula, podendo assim, ter se transformado em um crioulo quando esta passou a ser ensinada aos descendentes de italianos, eventualmente se perdendo com o ensino obrigatório da língua portuguesa, o que influenciou na formação do atual dialeto paulista. O distrito paulistano da Mooca é um conhecido exemplo de onde ainda se conservam formas ítalo-paulistas, a ponto de antigas poesias parodiadas nesta língua servirem de exemplo para o tombamento do dialeto local.

## Divulgação

### Década de 1910 a 1920
Em 1911, o poeta José Oswald de Sousa Andrade, um paulistano quatrocentão de ascendência portuguesa, criou o periódico político-literário O Pirralho, onde sob o pseudónimo italiano Annibale Scipione, usufruindo da linguagem, daria início à sessão às Cartas D’Abax’O Pigues. Após embarcar à Europa, Oswald de Andrade convidou o então estudante de engenharia Alexandre Ribeiro Marcondes Machado, um pindamonhangabense de origens quatrocentonas e vênetas, que veio a substituí-lo nas publicações, estreando sua participação em 14 de outubro de 1911 sob o pseudônimo de Juó Bananère, fazendo referência à personagem italiana criada pelo caracturista Lemmo Lemmi.
Eu iniciara em dialeto ítalo-caipira as “Cartas d’Abaxo Piques” que encontraram um sucessor em Juó Bananére. Parecia ele um moço tímido e quase burro mas seu êxito foi enorme quando tomou conta da página da revista intitulada O Rigalejo. Chamava-se Alexandre Marcondes.— Oswald de Andrade
Ao substituir Oswald, Alexandre foi quem mais explorou as possibilidades humorísticas da linguagem dos ítalo-paulistas, transcrevendo-a e divulgando-a sob uma escrita que não seguisse um padrão uniforme, porém chegando a servir como um porta-voz dos colonos italianos de São Paulo.
Em 1915, parodiando a obra Divina Commedia, de Dante Alighieri, Alexandre publicou La Divina Increnca, um livro de prosas e poemas cômicos escritos em seu misto linguístico ítalo-paulista. No mesmo ano, seria desligado da revista O Pirralho após críticas à Olavo Bilac e ao nacionalismo brasileiro, retornando com suas publicações ítalo-paulistas em 1916, ao ser contratado pela revista O Queixoso, editada por Monteiro Lobato, onde iniciou a coluna Sempr'avanti!, e pela revista A Vespa, onde traria de volta as Cartas D'Abax'o Pigues.

### Década de 1930
Em maio de 1933, foi criado o periódico Diario do Abax’o Piques por Alexandre Marcondes, um jornal característico por apresentar temas essencialmente políticos, discutidos em tom satírico com sessões editadas na linguagem ítalo-paulista, porém durando poucos meses, devido ao adoecimento e morte do autor em 22 de agosto, o que ocasionou sua extinção em outubro de 1933. O nome "Diario do Abax'o Piques," também grafado como Diario du Abax'o Piques ou Diario d'Abax'o Piques, inspirado em Cartas D'Abax'o Pigues, faz referência à Baixada do Piques, uma antiga localidade do município de São Paulo que se dividia entre o Largo da Bixiga e o Largo do Piques, hoje com localização correspondente à Praça da Bandeira, no distrito da República; de forma cômica, era sempre enaltecida por Alexandre, ora chamada de "patria," ora de "naçò" (nação), no início do governo da Era Vargas era "Statto Libero du Abax'o Pigues" (Estado Livre da Baixada do Piques) ou "Ripubriga du Abax'o Pigues" (República da Baixada do Piques), onde Juó Bananère era o ré-prisidentimo (rei-presidente). Devido as publicações de Alexandre Machado, a língua passou a ser retratada como um italiano ou português "macarrônico," sendo este um gênero de linguagem que possui diferentes definições, como a de uma linguagem mista; incompreensível; utilizada para fins cômicos, etc.

## Imigração italiana

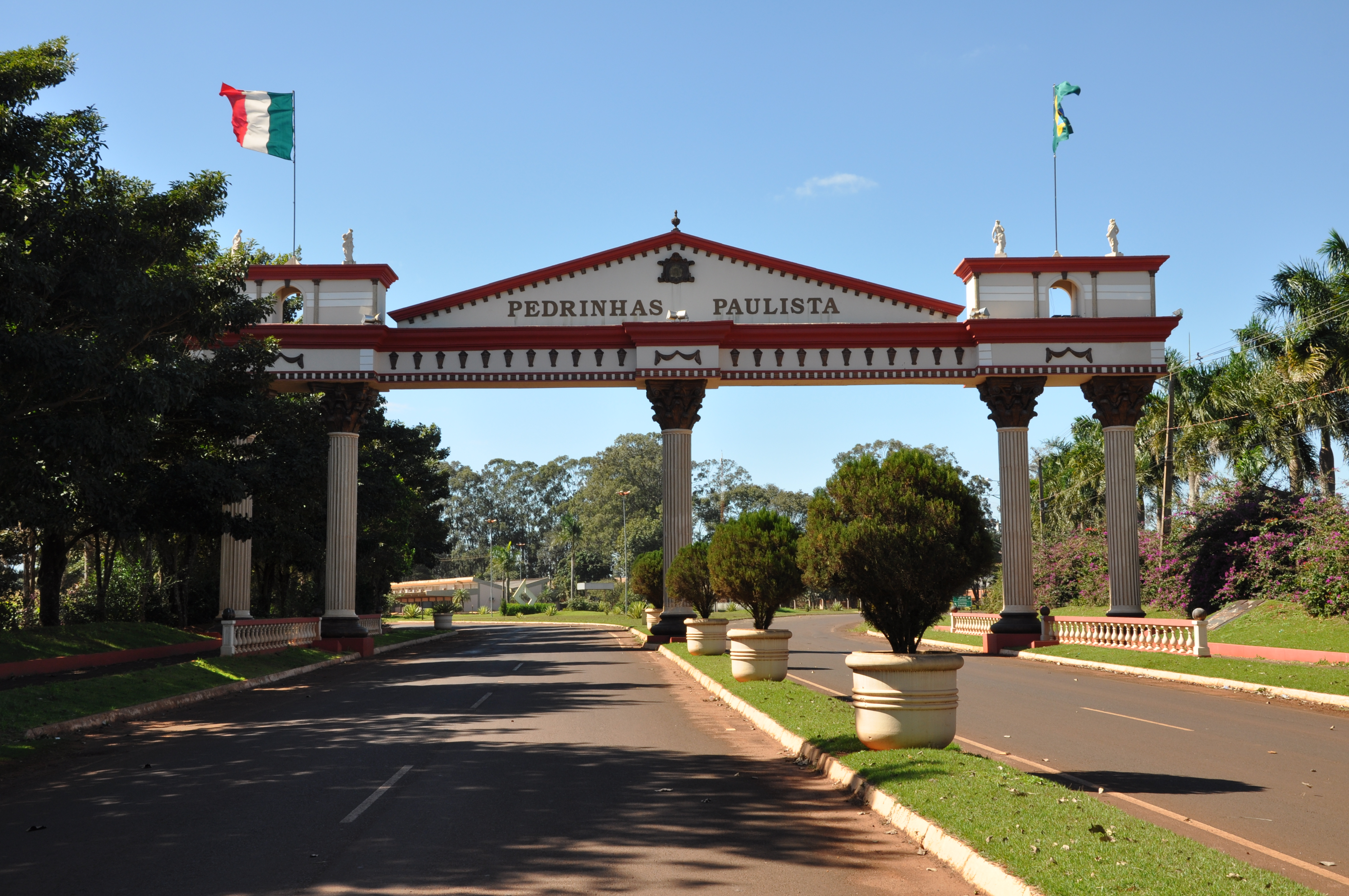
Bandeira da Itália no portal de Pedrinhas Paulistas

A presença italiana no Brasil remonta à década de 1560, se intensificando a partir da década de 1870, com o financiamento de fazendeiros e do governo do Império do Brasil, hoje representando uma das maiores comunidades italianas no mundo, com mais de 30 milhões de descendentes, cerca de 15% da população brasileira. A maior parte dos imigrantes italianos escolheram viver em São Paulo, atraídos para trabalharem em fazendas e nas cidades, trazendo tanto o desenvolvimento quanto, embora raramente, o crescimento da criminalidade, a exemplo do grupo Mangano, uma quadrilha calabresa, conhecida durante a década de 1890 por incendiar fazendas, realizar assaltos e assassinatos no Centro-Oeste paulista. Atualmente, São Paulo é considerado a maior comunidade italiana do Brasil, havendo entre 15 a 20 milhões de descendentes no estado, o que representa quase metade da população paulista. Dos ítalo-paulistas, mais de 340 mil possuem cidadania italiana legalmente reconhecida. Em 2018, o presidente Jair Bolsonaro, glicerense de origens vênetas, toscanas e calabresas, tornou-se o primeiro ítalo-brasileiro a ser popularmente eleito chefe de Estado no Brasil, sendo o segundo ítalo-paulista a comandar o país, depois de Ranieri Mazzilli. Na cidade de São Paulo, a população italiana é uma das mais fortes do mundo, com presença em todo o município. De seus 12 milhões de habitantes, cerca de 5 milhões têm ascendência italiana total ou parcial, havendo mais descendentes de italianos que qualquer cidade da Itália. Todos os anos, pessoas de origem italiana se agrupam em bairros paulistanos como Bixiga, Brás e Mooca e em diversos outros municípios do estado para promover eventos tradicionais, como a Festa de São Vito, Festa de San Gennaro, Festa da Colônia Italiana do Quiririm, Festa da Polenta de Santa Olímpia, etc.

## Exemplos
Na coletânea Brás, Bexiga e Barra Funda, de Alcântara Machado, há alguns exemplos da cultura ítalo-paulista, como a utilização do termo banzando no lugar do que, em português seria brincando e em italiano giocando.
Nas canções de Adoniran Barbosa, filho de imigrantes de Cavarzere (Veneza), o "Samba Italiano" é um bom representante da língua estrangeira no Brasil. Com um ritmo tipicamente brasileiro, o autor mistura português, caipira e italiano, demonstrando o que acontecia e ainda ocorre em alguns bairros de São Paulo com o ítalo-paulista:
| Va brincar en il mare en il fondo, Mas atencione per tubarone, ouvisto? | Vai brincar no fundo do mar, mas atenção com tubarões, ouviste? |
|                                                                         |                                                                 |

## Dúvidas quanto à correspondência da realidade linguística
Embora o termo "dialeto" seja frequentemente usado por alguns estudiosos, autores como Franco Cenni o descrevem como uma língua, cujos poemas de Alexandre Marcondes refletiam com exatidão um linguajar que podia ser ouvido em diversas localidades. Para o historiador literário austro-brasileiro Otto Maria Carpeaux, ao analisar Juó Bananère, argumenta que o ítalo-paulista seja uma língua macarrônica,  segundo o autor – uma mistura intencional e literária para fins parodísticos.
Em 2020, Rafael Cesar Scabin e Giliola Maggio, em um artigo publicado pela Universidade de São Paulo, concluíram que, se o uso do termo "dialeto ítalo-paulista" descreve o aparecimento de formas mistas de italiano ou dialetos – ou línguas – da Itália ao português regional paulista se refere a um processo individual de aquisição do português como segunda língua falada por imigrantes, estaríamos então diante de uma interlíngua. No mesmo artigo, é mencionado que a diversidade linguística dos imigrantes italianos em São Paulo, incluindo aqueles que falassem napolitano, vêneto e o toscano, somada à adoção da língua portuguesa – impulsionada por políticas de assimilação, urbanização e interação com a população local – teria resultado em um uma pluralidade caótica de falares, sem registros diretos de um dialeto unificado. Com análise de escritos de Franco Cenni, o artigo sugere que houve uma mistura de falares individuais, e a ideia de um dialeto unificado é vista como uma simplificação sobreposta a variações individuais predominantes. Ao todo, conclui-se que houve efetivamente um dialeto ítalo-paulista, tratando-se de uma língua literária com muitas variações, e o quanto essa língua refletia um falar ou dialeto de um grupo social é difícil de verificar devido as divergentes opiniões de autores e principalmente pela falta de registros diretos.

### Críticas
No periódico paulistano de língua italiana Il Pasquino Coloniale, o ítalo-paulista representada inicialmente por Oswald de Andrade e de forma mais frequente por Alexandre Marcondes, foi tida como uma caricatura da linguagem do imigrante italiano, que teria dificuldades em usar a língua portuguesa; o autor foi ainda descrito de forma crítica como um jovem que, segundo o periódico, "nas horas vagas, gostava de zombar dos italianos que, sem saber, queriam falar português." Todavia, embora que Alexandre Marcondes fosse contratado para escrever em jornais com tendências de hostilizar os estrangeiros, como Diario Nacional e O Estado de S. Paulo, nos quais teria possibilidades amplas de depreciar os imigrante, sua personagem Juó Bananère em nenhum momento foi caracterizada como um italiano ignorante ou desonesto; pelo contrário, seus textos sempre despertavam a simpatia do leitor, não evidenciando uma possível zombaria ou preconceito.

## Comparação com outras comunidades
Na Sul do Brasil, devido a fatores como isolamento geográfico e predominância de poucas regiões de origem dos imigrantes italianos, foi possível a formação de coinés, como o talian, baseado no vêneto com influências locais. Nas fazendas de café paulistas, por sua vez, a diversidade de origens dos italianos, a presença de outras nacionalidades e a escassez de escolas italianas favoreceram a gradual adoção do português. Na cidade de São Paulo, a convivência de italianos de várias regiões, a presença de associações e imprensa em italiano padrão e os casamentos inter-regionais incentivaram o uso do italiano padrão e de formas mistas, enquanto aglomerações regionais e o contato com a população local pressionavam tanto pela fragmentação quanto pela adoção do português.

### Difusão da língua italiana ou dialetos
Dados censitários apontam para a rápida absorção da língua portuguesa pelos italianos no estado de São Paulo. No censo de 1940, das 234.550 pessoas nascidas na Itália residentes em São Paulo, 30,259, ou 12,90% do total, declararam que falavam preferencialmente o italiano em casa. Em contraste, no Rio Grande do Sul, dos 24.603 imigrantes italianos, 13.349, ou 54,26% do total, declararam falar preferencialmente o italiano. Segundo estudos de Giorgio Mortara, a primeira geração de imigrantes italianos em São Paulo manteve seus dialetos ou o italiano em casa e em comunidades locais, mas a assimilação ao português foi acelerada na segunda geração, devido à escolarização obrigatória em português e às políticas nacionalistas do Estado Novo, que proibiram línguas estrangeiras em espaços públicos. Na terceira geração, o italiano tornou-se raro, restringindo-se a contextos simbólicos.